# Роятин
Роя́тин —  село в Україні, у Шептицькому районі Львівської області. Населення становить 170 осіб (2020).

## Географія
Село розташоване на річці Роятинка, за 26,8 км на північ від районного центру міста Шептицького та за 81 км від обласного центру міста Львів.

## Клімат
У селі вологий континентальний клімат, з м'якою зимою та теплим літом. Середньорічна температура становить +7.5 °C.
Найпрохолодніший місяць січень, зі середньою температурою -4,3 °С, найтепліший місць липень, з середньою температурою +18.1 °C.
Опадів більше випадає у липні, в середньому 83 мм, найменше у січні — 31 мм опадів. У рік випадає близько 602 мм опадів.
| Кліматограма Роятина                                                                           | Кліматограма Роятина | Кліматограма Роятина | Кліматограма Роятина | Кліматограма Роятина | Кліматограма Роятина | Кліматограма Роятина | Кліматограма Роятина | Кліматограма Роятина | Кліматограма Роятина | Кліматограма Роятина | Кліматограма Роятина |
| ---------------------------------------------------------------------------------------------- | -------------------- | -------------------- | -------------------- | -------------------- | -------------------- | -------------------- | -------------------- | -------------------- | -------------------- | -------------------- | -------------------- |
| С                                                                                              | Л                    | Б                    | К                    | Т                    | Ч                    | Л                    | С                    | В                    | Ж                    | Л                    | Г                    |
| 31 −2 −7                                                                                       | 31 0 −6              | 33 5 −2              | 43 13 4              | 66 19 8              | 78 22 12             | 83 24 13             | 65 23 12             | 55 18 8              | 39 13 4              | 39 5 0               | 40 0 −4              |
| Середня макс. і мін. температури повітря (°C) Атмосферні опади (мм), за рік : 603 мм. Джерело: |                      |                      |                      |                      |                      |                      |                      |                      |                      |                      |                      |

## Населення
| 2001 | 2020 |
| ---- | ---- |
| 175  | 170  |

## Відомі люди
Члени УВО, ОУН та вояки УПА, котрі полягли у боротьбі з окупаційними режимами або були репресовані в 1920-1950 роках.
- Барчук Михайло Дмитрович, 1921 р.н., селянин, симпатик ОУНР. 10.04.1945 року Військовим трибуналом Львівського гарнізону засуджений за зв'язки з УПА на 10 років ВТТ з обмеженням у правах на 5 років (ст. 54-1а КК УРСР). Покарання відбував у ВТТ Берлаг, Магаданська область. Звільнений 18.06.1954 року з табору та направлений на спецпоселення.
- Болібрух Микита Андрійович, 1892 р.н., селянин, кущовий провідник ОУН. 16.12.1946 ВТ військ МВС засуджений на 10р. ВТТ з обмеженням у правах на 5 р. та конфіскацією майна. (ст. 20, 54-1а, 54-11 КК УРСР).   Після відбування покарання повернувся в рідне село. Похований на кладовищі в с.Стенятин.[4]
- Дещаківська Марія Павлівна, 1926 р.н., селянка, зв'язкова УПА. 25.01.1945 року заарештована Сокальським РВ НКВС (ст. 54-1а КК УРСР). 07.06.1945 року етапована у Воркутинський ВТТ, Комі АРСР для продовження слідства. Звільнена 22.08.1946 року за відсутністю доказів.
- Дзядик Іван Іванович, 1923 р.н., стрілець УПА. Арештований у 1946 року агентами НКВС. Помер у таборі Комі АРСР.
- Дуда Володимир Михайлович, 1922 р.н., стрілець УПА. Загинув у 1944 року під час облави військ НКВС в с. Стенятин. Похований у с. Стенятин.
- Дячик Іван Якимович, 1922 р.н., селянин, член ОУН. 17.03.1947 року Військовим трибуналом військ МВС засуджений за зв'язки з УПА на 7 років ВТТ з обмеженням  у правах на 5 р. (ст. 20,  54-1а, 54-11 КК УРСР). ВТТ Дальбуд, Магаданська області. Звільнений 10.10.1952 року з табору та направлений на спецпоселення. Помер 14.12.1969 року у с. М'якит Хасунського району Магаданської області РФ.
- Дячик Уляна, 1914 р.н., зв'язкова УПА. Арештована агентами НКВС у 1945 року. Покарання відбувала у таборі Воркути, РФ. Померла в с. Стенятин у 1982 році.
- Кінаш Мирон Дем'янович, 1924 р.н., коваль, господарчий УПА. 10.04.1945 року Військовим трибуналом Львівського гарнізону засуджений на 10 р. ВТТ з обмеженням у правах на 5 років (ст. 54-1а КК УРСР). Покарання відбував у таборі Степлаг, Карагандинська область, Казахська РСР. Звільнений 16.06.1954 року з табору та направлений на спецпоселення.
- Лукащук Ілля Миколайович, 1921 р.н., селянин, стрілець УПА сотні Олександра Степанюка—«Мефодія». 28.02.1945 року Військовим трибуналом 43-ї ЗСД засуджений на 10 років ВТТ з обмеженням у правах на 5 років (ст. 54-2, 54-11 КК УРСР). Звільнений  10.03.1952 року з табору та направлений на спецпоселення. Звільнений 15.10.1955 року.
- Студінський Іван Кирилович, 1902 р.н., член ОУН. Арештований у 1944 році агентами НКВС. Помер у таборі Караганди.
- Томчак Євгенія Йосипівна, 1927 р.н., зв'язкова УПА. У 1946 році засуджена на 10 років таборів Магадану.

## Інфраструктура
У селі знаходиться Дитячий оздоровчий табір »Горизонт», у якому з 2015 року організовують літній національно-патріотичний наметовий табір «Козацький дух» для дітей вояків АТО.